# Kwame Anthony Appiah
Kwame Anthony Appiah (Londres, 8 de maig del 1954) és un filòsof anglo-ghanès, conegut per ser l'autor de In my father's house, obra que s'ha convertit en un clàssic dels estudis culturals i per la qual ha rebut el Premi Herskovitz al millor estudi afroamericà publicat en anglès.

## Biografia
Kwame Anthony Appiah va passar la seva infància a Kumasi, Ghana. Va estudiar a la Bryanston School i a la Universitat de Cambridge, on va obtenir el doctorat en filosofia. Ha ensenyat filosofia i estudis africans i afroamericans a les universitats de Ghana, Cambridge, Duke, Cornell, Yale, Harvard i Princeton, i ha impartit conferències en nombroses institucions dels Estats Units, Alemanya, Ghana i Sud-àfrica, així com a l'École des Hautes Études en Sciences Socials a París. És, des de 2002, membre del cos docent de la Universitat de Princeton, formant part del Departament de Filosofia i del Centre Universitari per als Valors Humans.
Kwame Anthony Appiah ha publicat nombrosos estudis culturals i literaris sobre temes africans i afroamericans. El 1992, Oxford University Press va editar In my father's house, obra que s'ha convertit en un clàssic dels estudis culturals i per la qual ha rebut el Premi Herskovitz al millor estudi afroamericà publicat en anglès. Les seves investigacions versen sobre la història africana i afroamericana, els estudis literaris, l'ètica, i la filosofia de la ment i del llenguatge. Ha impartit regularment cursos sobre les religions tradicionals africanes. Els seus principals interessos són, en l'actualitat, de doble naturalesa: d'una banda, els fonaments filosòfics del liberalisme i, de l'altra, les qüestions de mètode vinculades amb el coneixement dels valors.

## Obra

### Llibres
- The Honor Code: How Moral Revolutions Happen. New York: W.W. Norton, 2010
- Mi cosmopolitismo, Buenos Aires/Madrid, Katz editores S.A, 2008, ISBN 978-84-96859-37-1 (En coedició amb el Centre de Cultura Contemporánea de Barcelona)
- Experiments in Ethics. Cambridge: Harvard University Press, 2008. (Trad. esp.: Experiments d'ética, Buenos Aires/Madrid, Katz editors S.A, 2010, ISBN 978-84-92946-11-2)
- Cosmopolitanism: Etics en un món d'estranys. New York: W.W. Norton, 2006. (Trad. esp.: Cosmopolitisme. L'ética en un món d'estranys, Buenos Aires/Madrid, Katz editores S.A, 2007, ISBN 978-84-96859-08-1)
- L'ètica de la identitat Arxivat 2006-10-18 a Wayback Machine. Princeton University Press, 2005 (Trad. esp:. L'Ètica de la Identitat, Buenos Aires / Madrid, Katz Editors SA, 2007, ISBN 978-84-935432-4-2)
- Pensar bé: Una introducció a la filosofia contemporània. Nova York: Universitat d'Oxford Press, 2003.
- Africana: La Desk Reference concís. editat amb HL Gates, Jr de Philadelphia: Running Press, 2003.
- Kosmopolitische Patriotismus. Frankfurt: Suhrkamp, 2002.
- Bu ser jo: Els Proverbis de l'Akan. Amb Peggy Appiah, i amb l'assistència d'Ivor Agyeman-Duah. Accra: El Centre per a la Renovació Intel·lectual, 2002.
- Color Conscient: La moralitat política de la raça. Amb Amy Gutman, introducció per David Wilkins. Princeton, NJ: Princeton University Press, 1996.
- A la Casa del meu Pare: Àfrica en la Filosofia de la Cultura. London: Methuen, 1992; Nova York: Oxford University Press, 1992.
- Preguntes necessàries: una introducció a la filosofia. Nova York: Prentice-Hall/Calmann & King, 1989.
- Per la Veritat a la Semàntica. Oxford: Blackwell, 1986.
- Asserció i Condicionals. Cambridge: Cambridge University Press, 1985.

### Novel·les
- Una altra Mort a Venècia: A Patrick de Scott d'Investigació Sir. London: Constable, 1995.
- Ningú té gust de Letitia. London: Constable, 1994.
- Avenging Angel. London: Constable, 1990; Nova York: St Premsa de Martin, 1991.